# 鲁穆瓦地区埃普勒维尔
鲁穆瓦地区埃普勒维尔（法語：Épreville-en-Roumois，法語發音：[epʁəvil ɑ̃ ʁumwa]）是法国厄尔省的一个旧市镇，属于贝尔奈区。2016年，鲁穆瓦地区埃普勒维尔与邻近的2个市镇合并为新市镇鲁穆瓦地区弗朗库尔克雷西。

## 地理
鲁穆瓦地区埃普勒维尔（49°19'15"N, 0°46'20"E）面积6.65 平方千米，位于法国诺曼底大区厄尔省，该省份为法国北部内陆省份，北起滨海塞纳省，西接奧恩省和卡爾瓦多斯省，南至厄尔-卢瓦省，东临瓦兹省、瓦兹河谷省和伊夫林省。
与鲁穆瓦地区埃普勒维尔接壤的市镇（或旧市镇、城区）包括：鲁穆瓦地区博勒努、阿沙尔堡、弗朗库尔-卡特隆。

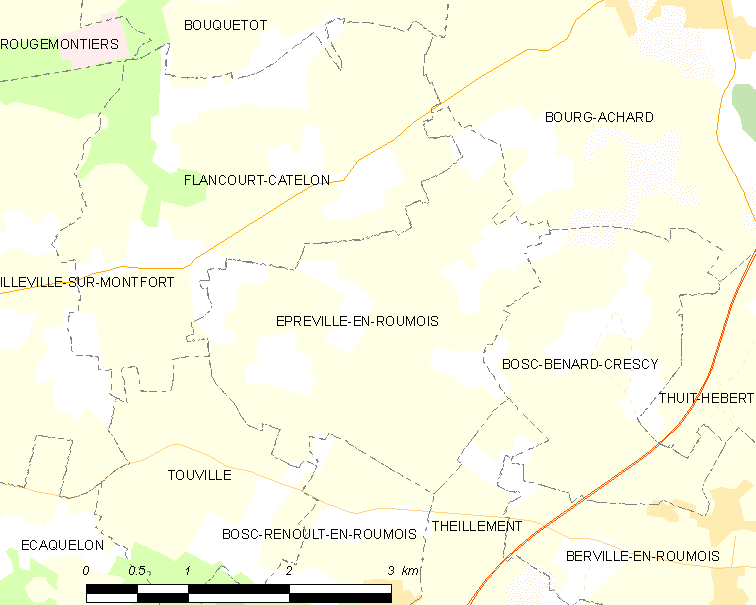
鲁穆瓦地区埃普勒维尔的OSM定位图

鲁穆瓦地区埃普勒维尔的时区为UTC+01:00、UTC+02:00（夏令时）。

## 行政
鲁穆瓦地区埃普勒维尔的邮政编码为27310，INSEE市镇编码为27223。

## 政治
鲁穆瓦地区埃普勒维尔所属的省级选区为大布特鲁尔德县。

## 人口

1962-2008年间鲁穆瓦地区埃普勒维尔人口变化图示

鲁穆瓦地区埃普勒维尔于2018年1月1日时的人口数量为550人。